# Cinclodes antarcticus
La remolinera negra (Cinclodes antarcticus), también denominada churrete austral o remolinera negruzca, es una especie de ave paseriforme de la familia Furnariidae nativa del extremo meridional de Sudamérica y las islas Malvinas. 

## Distribución y hábitat

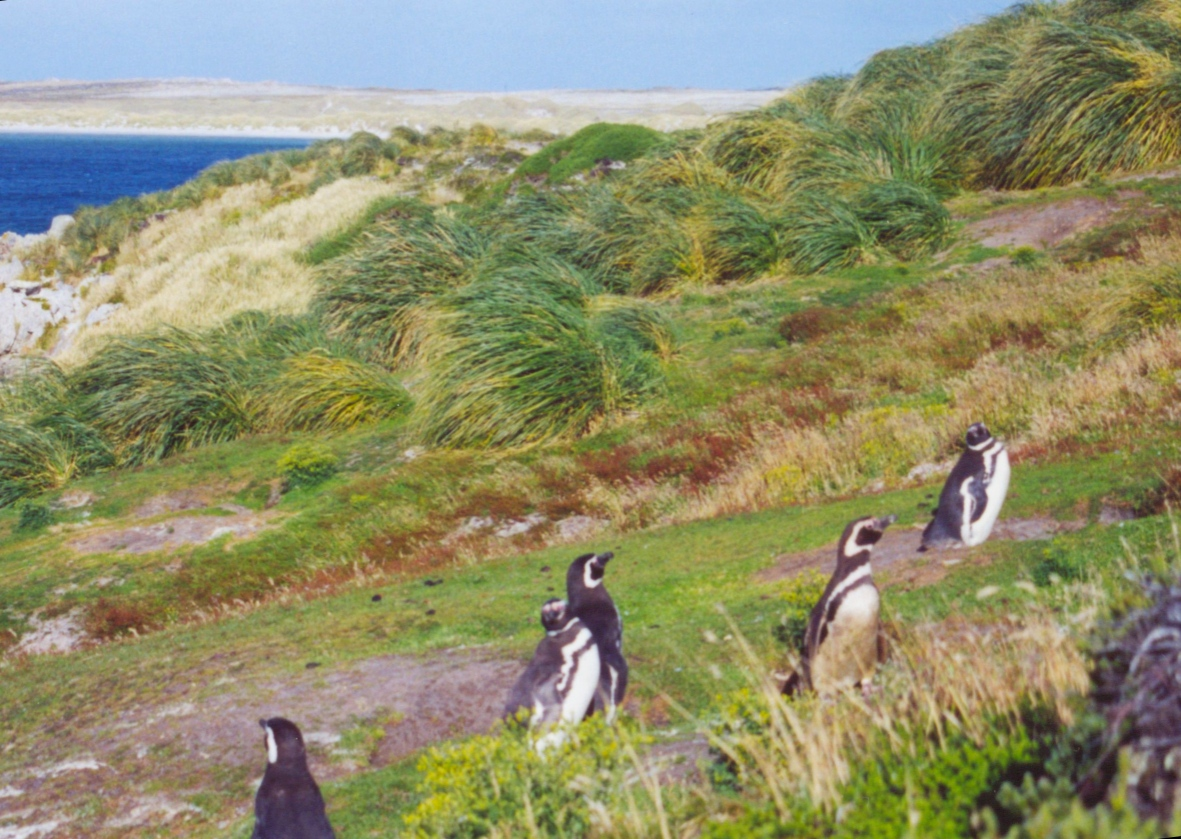
Pastos tussock costeros en las islas Malvinas, ejemplo de hábitat de la especie.

Se encuentra en la costa y las islas, generalmente entre las rocas y el kelp desperdigado en las playas o las zonas con pasto tussok. La subespecie nominal C. a. antarcticus se localiza en las islas Malvinas donde es común en muchas de las islas más pequeñas aunque escasea en las islas Gran Malvina y Soledad a causa de la depredación que sufre por parte de los gatos y ratas introducidos. La otra subespecie C. a. maculirostris se encuentra en Tierra del Fuego y las islas circundantes.

## Descripción
La remolinera negra mide entre 18 y 23 cm de longitud. En ambos sexos el plumaje es predominantemente de color pardo oscuro. Su garganta es ligeramente más clara con algunas motas crema. Tiene una tenue lista superciliar y una banda rojiza difusa en sus alas. Su pico es bastante largo, robusto y ligeramente curvado hacia abajo con un punto amarillo en su base (que no aparece en la variedad de las Malvinas). 

## Comportamiento
Es un pájaro confiado que con frecuencia se aproxima a los humanos.

### Alimentación
Su dieta consta principalmente de pequeños invertebrados pero también consume pescado regurgitado que consigue en las colonias de aves marinas, algunos desechos de los alrededores de los asentamientos humanos y pedacitos de carroña. Suele buscar su alimento entre las algas arrastradas hasta la costa y el borde del aguas.

### Reproducción
La época de cría dura desde septiembre hasta diciembre, y a menudo cría dos nidadas. Su nido tiene forma de cuenco y está construido con hierba y forrado con plumas, que sitúa bajo las rocas, las matas de hierba en huecos del suelo o en construcciones. Ponen de uno a tres huevos. Estos son blancos, a veces con algunas motas rojizas. Son incubados durante dos semanas y los pollos tardan otras dos semanas en desarrollarse.

### Vocalización
El canto es una serie sonora, a veces continuada por bastante tiempo, de notas agudas «staccato» intercaladas con trinados más musicales, algunas veces es dado en vuelo, pero también cuando encaramada, mientras agita sus alas.

## Sistemática

### Descripción original
La especie C. antarcticus fue descrita por primera vez por el naturalista francés Prosper Garnot en 1826 bajo el nombre científico Certhia antarctica; su localidad tipo es: «Islas Malvinas».

### Etimología
El nombre genérico masculino «Cinclodes» deriva del género Cinclus, que por su vez deriva del griego «κιγκλος kinklos»: ave desconocida a orilla del agua, y «οιδης oidēs»: que recuerda, que se parece; significando «que se parece a un Cinclus»; y el nombre de la especie «antarcticus», proviene del latín: antártico, sureño.

### Taxonomía
La subespecie C. antarcticus maculirostris es considerada como especie separada: denominada remolinera negra (Cinclodes maculirostris), de la presente, que pasa a denominarse remolinera negruzca, por las clasificaciones Aves del Mundo (HBW) y Birdlife International (BLI),  con base en diferencias morfológicas, tales como coloración más negra, falta de rufo en las alas, base del pico amarilla, pico más corto y cola más larga.

### Subespecies
Según las clasificaciones del Congreso Ornitológico Internacional (IOC) y Clements Checklist v.2018, se reconocen dos subespecies, con su correspondiente distribución geográfica:
- Cinclodes antarcticus antarcticus (Garnot, 1826) – islas Malvinas.
- Cinclodes antarcticus maculirostris Dabbene, 1917 – extremo sur de América del Sur, en la península Brecknock (suroeste de Tierra del Fuego), isla Navarino, archipiélago del Cabo de Horno e isla de los Estados.